# در کنار امواج غم‌زده دریا
در کنار امواج غم‌زدهٔ دریا (انگلیسی: By the Sad Sea Waves) یک فیلم کمدی صامت کوتاه به کارگردانی آلفرد جی. گلدینگ است که در سال ۱۹۱۷ منتشر شد.

## بازیگران
- هارولد لوید
- اسناب پالرد
- فرانک الکساندر
- ببه دنیلز
- سمی بروکس
- گاس لئونارد
- فرد سی. نیومیر
- بل میچل
- ویوین مارشال
- دوروثیا والبرت
- اتل لین